# Władysław Mróz (generał)
Władysław Mróz (ur. 30 listopada 1924 w Tarnowie, zm. 17 lipca 2010 w Warszawie) – profesor doktor habilitowany nauk wojskowych, generał dywizji Wojska Polskiego (ludowego).

## Życiorys

### Służba wojskowa
Syn Antoniego, kolejarza i Anny z domu Świątek. Miał trzech braci i trzy siostry. Od 1931 roku uczył się w szkole podstawowej w Tarnowie, a od 1937 w gimnazjum ogólnokształcącym. Po ukończeniu szkoły mechanicznej, już podczas okupacji pracował przez 3 lata na stanowisku instruktora warsztatów szkolnych. Podczas pracy i nauki w szkole uzyskał dyplom czeladniczy ślusarza narzędziowego i dyplom kowalski, a w 1945 zdobył kwalifikacje technika. Służbę wojskową rozpoczął w 1945 w 21 zapasowym pułku artylerii w Tomaszowie Mazowieckim, a następnie jako podchorąży Oficerskiej Szkoły Artylerii w Toruniu. 22 maja 1947 promowany na stopień podporucznika w korpusie oficerów artylerii.
Następnie przeszedł wszystkie szczeble dowodzenia w jednostkach artylerii, był m.in. dowódcą plutonu, dowódcą baterii, a od 1951 dowódcą 103 pułku artylerii haubic w Grudziądzu. W latach 1953–1954 dowódca 21 Brygady Artylerii Ciężkiej w Chełmnie. W latach 1954–1955 przebywał na Wyższym Kursie Akademickim przy Fakultecie Artylerii Akademii Sztabu Generalnego WP. Po ukończeniu kursu został wyznaczony na stanowisko dowódcy artylerii 1 Korpusu Armijnego z dowództwem w Wałczu. Od października 1956 do 1957 roku dowodził 5 Dywizją Artylerii Armat w Grudziądzu. W latach 1957–1958 był dowódcą 15 Brygady Artylerii Armat w Węgorzewie. W 1958 został zastępcą komendanta do spraw doskonalenia oficerów zawodowych i rezerwy, a następnie komendantem Oficerskiej Szkoły Artylerii w Toruniu (marzec 1960 – sierpień 1961). Od sierpnia 1961 studiował, a w lipcu 1963 ukończył ze złotym medalem studia w Akademii Sztabu Generalnego Sił Zbrojnych ZSRR im. K. Woroszyłowa w Moskwie. W latach 1963–1967 był szefem sztabu Wojsk Rakietowych i Artylerii w Szefostwie Artylerii Sztabu Generalnego WP. W październiku 1964 roku awansowany do stopnia generała brygady. Nominację otrzymał w Belwederze z rąk przewodniczącego Rady Państwa PRL Edwarda Ochaba. W latach 1967–1972 został zastępcą szefa Sztabu Generalnego WP do spraw systemów kierowania. W latach 1972–1974 jako szef Zespołu Naukowego MON kierował komisją opracowującą nowe regulaminy Sił Zbrojnych PRL. Od 1967 roku działał w Towarzystwie Naukowym Organizacji i Kierownictwa oraz Towarzystwie Wiedzy Obronnej.
W 1973 uzyskał stopień doktora nauk wojskowych, a w 1976 habilitację w tej dziedzinie w Akademii Sztabu Generalnego WP im. gen. broni Karola Świerczewskiego.

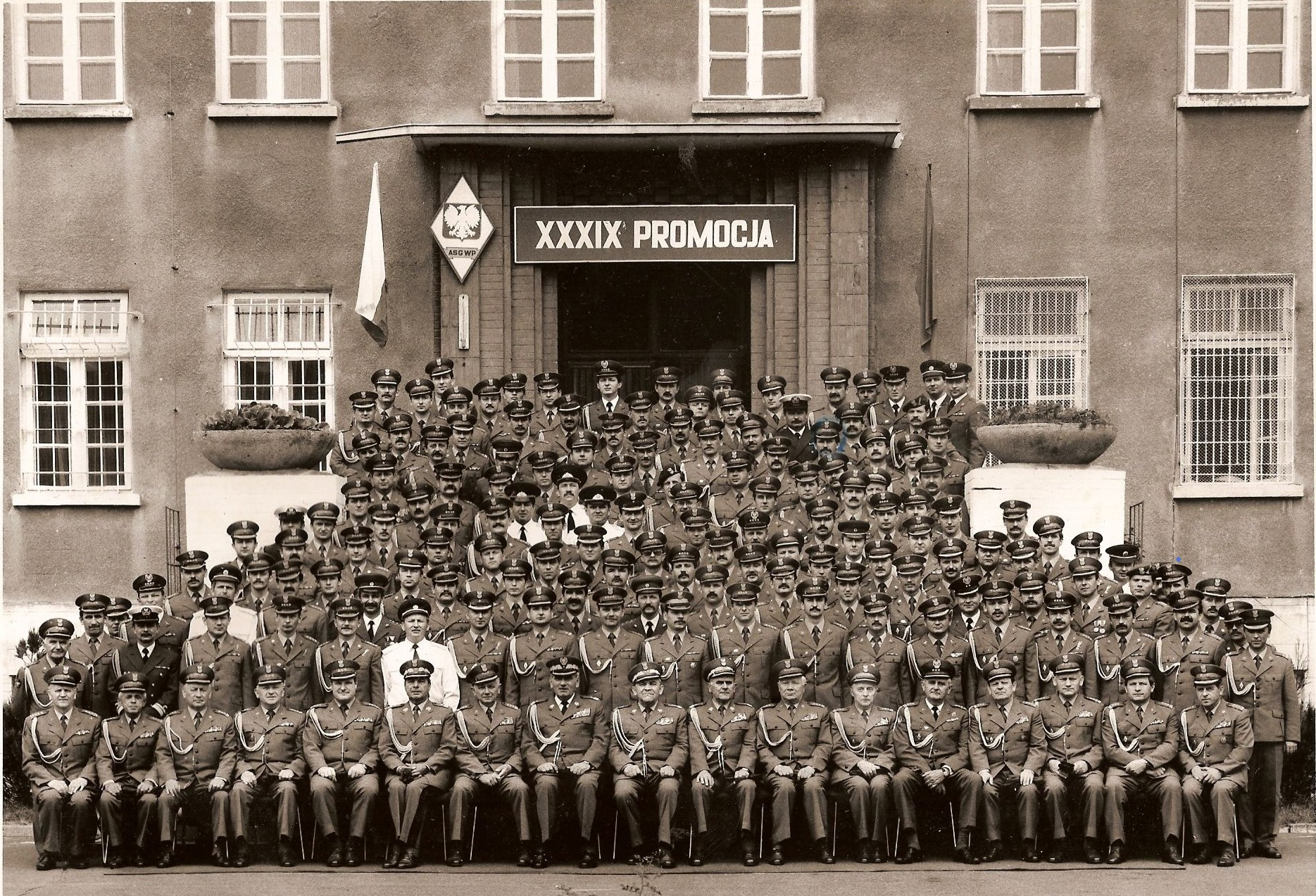
Kadra i absolwenci ASG WP w roku 1989, w pierwszym rzędzie 6 od lewej gen. bryg. Janusz Gumuliński, 7 – płk prof. Julian Kaczmarek, 8 – gen. bryg. dr Jan Celek, 9 – gen. dyw. prof. Władysław Mróz, 10 – gen. bryg. Kazimierz Leśniak, 11 – płk prof. Kazimierz Nożko, 13 – płk prof. Jerzy Machura

W latach 1974–1985 był szefem Inspekcji Sił Zbrojnych. W 1975 awansowany do stopnia generała dywizji. Nominację wręczył mu 10 października 1975 w Belwederze I sekretarz KC PZPR Edward Gierek. Był delegatem na VII Zjazd PZPR (1975). Od 1981 był także wiceprzewodniczącym Komisji Głównej MON do spraw Inicjatyw i Nowatorstwa. 
W okresie stanu wojennego w Polsce, od 13 grudnia 1981 był pełnomocnikiem Komitetu Obrony Kraju – komisarzem wojskowym na województwo warszawskie. Funkcję tę sprawował do czasu powołania w lutym 1982 gen. dyw. Mieczysława Dębickiego na stanowisko prezydenta miasta stołecznego Warszawy. Był także członkiem Komisji Partyjno-Rządowej ds. Doskonalenia Systemu Kontroli przy KC PZPR oraz Komisji Partyjno-Rządowej ds. Przeglądu i Unowocześniania Struktur Organizacyjnych (pracującej pod przewodnictwem sekretarza KC PZPR Mariana Woźniaka).
W grudniu 1985 został wyznaczony na stanowisko komendanta Akademii Sztabu Generalnego im. gen. broni Karola Świerczewskiego w Warszawie. W 1986 powołany równolegle na stanowisko docenta w tej uczelni. Uchwałą Rady Państwa PRL otrzymał w kwietniu 1987 tytuł profesora nadzwyczajnego. Stanowisko komendanta akademii pełnił do lipca 1990 roku. 8 października 1990 pożegnany przez ministra obrony narodowej wiceadmirała Piotra Kołodziejczyka w związku z osiągnięciem granicy wieku w posiadanym stopniu (65 lat) i zakończeniem zawodowej służby wojskowej. 20 listopada 1990 roku przeniesiony został w stan spoczynku. W Wojsku Polskim służył przez 45 lat, z czego 26 lat w stopniu generalskim.
Pochowany na cmentarzu Powązki Wojskowe w Warszawie (kwatera HIII-6-28).

### Wykształcenie wojskowe
- Oficerska Szkoła Artylerii w Toruniu (1945-1947)
- Wyższy Kurs Akademicki Akademii Sztabu Generalnego im. gen. broni Karola Świerczewskiego w Warszawie
- Akademia Sztabu Generalnego Sił Zbrojnych ZSRR im. Klimenta Woroszyłowa (1963)

### Działalność naukowa
Autor ponad 250 prac i publikacji z dziedziny nauk wojskowych, usprawniania i unowocześniania form kierowania i organizacji pracy. Autor wydanej w 1978 nakładem wydawnictwa Sztabu Generalnego WP książki Zarys kierowania i organizacji pracy dowódczej i sztabowej. W latach 1982–1986 publikował cykle artykułów w czasopismach "Rada Narodowa, Gospodarka, Administracja" oraz "Organizacja i Zarządzanie". 

## Życie prywatne
Mieszkał w Warszawie. Żonaty z Urszulą. Miał trzech synów.

## Odznaczenia i nagrody
- Krzyż Komandorski Orderu Odrodzenia Polski
- Krzyż Kawalerski Orderu Odrodzenia Polski
- Order Sztandaru Pracy I klasy
- Złoty Krzyż Zasługi
- Srebrny Krzyż Zasługi
- Medal 10-lecia Polski Ludowej
- Medal 30-lecia Polski Ludowej
- Medal 40-lecia Polski Ludowej
- Złoty Medal „Siły Zbrojne w Służbie Ojczyzny”
- Srebrny Medal „Siły Zbrojne w Służbie Ojczyzny”
- Brązowy Medal „Siły Zbrojne w Służbie Ojczyzny”
- Złoty Medal „Za zasługi dla obronności kraju”
- Srebrny Medal „Za Zasługi dla Obronności Kraju”
- Brązowy Medal „Za Zasługi dla Obronności Kraju”
- Wpis do „Honorowej Księgi Czynów Żołnierskich” (1978)
- Honorowy Medal „Za Zasługi dla Akademii Sztabu Generalnego WP”
- Order Przyjaźni Narodów (ZSRR)
- Medal „Za umacnianie braterstwa broni” (ZSRR)
- Medal jubileuszowy „60 lat Sił Zbrojnych ZSRR” (ZSRR)
- Medal jubileuszowy „70 lat Sił Zbrojnych ZSRR” (ZSRR)